# 3506-os mellékút (Magyarország)
A 3506-os számú mellékút egy valamivel kevesebb, mint 13 kilométeres hosszúságú, négy számjegyű mellékút Hajdú-Bihar vármegye nyugati részén; a Hajdúböszörményhez tartozó, attól messze északra fekvő (egykor önálló) Hajdúvid településrészt köti össze Hajdúhadházzal.

## Nyomvonala
A korábban önálló községként működő, ma Hajdúböszörményhez tartozó, attól messze északra elhelyezkedő, különálló településrész, Hajdúvid lakott területének délkeleti széle mellett, de már eleve külterületek közt ágazik ki a 3502-es útból, annak majdnem pontosan a 27. kilométerénél, keleti irányban, 2,4 kilométer után délkeletnek fordul, majdnem pontosan a hatodik kilométerénél pedig keresztezi a 3509-es utat, nem messze annak nyolcadik kilométerétől. Ugyanott a városhatárt is átszeli és a keresztezést elhagyva már Hajdúhadház területén halad tovább, Czégény út néven. E város belterületének nyugati szélén ér véget, beletorkollva a 4-es főútba, annak a 243+700-as kilométerszelvénye közelében; egyenes folytatása már önkormányzati útként halad a városközpont felé. 
Teljes hossza, az országos közutak térképes nyilvántartását szolgáló kira.kozut.hu adatbázisa szerint 12,960 kilométer.

## Települések az út mentén
- Hajdúböszörmény-Hajdúvid
- Hajdúhadház